# ارمینیا پرفتو
ارمینیا پرفتو (انگلیسی: Erminia Perfetto; ۹ ژوئن ۱۹۹۵) کاراته‌کا زن اهل ایتالیا است.